# Зеленін Дмитро Костянтинович
Дмитро́ Костянти́нович Зеле́нін (рос. Дмитрий Константинович Зеленин, нар. 21 жовтня (2 листопада) 1878, с. Люк, тепер Зав'яловського району Республіки Удмуртія — пом. 31.08.1954, Ленінград) — етнограф, діалектолог і фольклорист удмуртського походження;[джерело?] професор Харківського університету.

## Біографія

### Молоді роки і навчання
Дмитро Костянтинович Зеленін народився 2 (3) листопада 1878 року в глухому віддаленому селищі Люк (тоді Сарапульського повіту) у В'ятській губернії у родині сільського дяка. Дмитро був десятою дитиною в сім'ї. За батьковою настановою у 1892 році вступив до В'ятської духовної семінарії, де навчався наступні шість років.
У 1898 році Дмитро Зеленін їде до міста Юр'єв (тодішня назва Тарту), де у 1899 році вступає на історико-філологічний факультет Тартуського університету. У 1903 (1904) році Дмитро Зеленін блискуче закінчує університетські студії з кандидатською роботою з мовознавства «Латинські, романські і германські елементи у російській мові до XV століття». Здібного молодого вченого залишають при університеті для підготовки до професорського звання.

### Наукова кар'єра
У 1915 році Дмитро Зеленін захистив у Петербурзі магістерську дисертацію (видана у 1913 році Відділенням російської мови і словесності Академії наук) на тему: «Великоросійські говори з неорганічним і неперехідним пом'якшенням заднепіднебінних приголосних». За рік, у 1916 році Зеленіна обирають професором Харківського університету.
Дмитро Костянтинович Зеленін працює у Харківському університеті з 1916 до 1925 року, де очолює кафедру російської мови та словесності. У 1917 році Зеленін захистив докторську дисертацію з етнографії — «Нариси російської міфології».
У харківський період свого життя Дмитро Зеленін багато уваги приділяв українській етнографії, зокрема він здійснює організацію та детальний науковий опис етнографічних фондів Етнографічного музею Харківського Історико-Філологічного Товариства та етнографічного відділу Музею Слобідської України імені Григорія Сковороди. Саме у Харкові, у 1924 році, йому надійшла пропозиція від німецьких філологів Р. Траутмана і М. Фасмера написати ґрунтовне дослідження етнографії східних слов'ян, над яким він негайно починає працювати.
У 1925 році Зеленіна обирають член-кореспондентом Академії наук СРСР, і він переїжджає у Ленінград, де він керує кафедрою етнографії Ленінградського Університету. У 1946 році він став академіком також Болгарської Академії Наук за його значний внесок у дослідження слов'янських народів.
Дмитро Костянтинович Зеленін до кінця життя живе і працює у Ленінграді. Його життя відзначалося надзвичайною скромністю, родини він не мав — усе своє життя Зеленін присвятив науковим пошукам і дослідженням. І хоча він мав багато учнів і послідовників його наукових ідей, деякі його теорії попри визнання західною славістикою ані підтримки, ані розвитку у подальшій російській етнографії не отримали.

## Творчий доробок
Дмитро Зеленін почав друкуватися ще навчаючись в університеті. У його доробку приблизно 300 книг і наукових статей.

### Рання наукова творчість (1900—1925 роки)
Значний внесок вченого у діалектології — вивченні говорів російської мови та фольклористиці — він записав російські, вотяцькі (удмуртські), башкирські і мещеряцькі (мішарських татар) казки рідної В'ятської та сусідньої з нею Пермської губерній, зібрав декілька сотень старовинних весільних, плясових пісень, пісень-розмов, частівок і запропонував їх оригінальну класифікацію.
Основні роботи з цих питань були написані і видані в дохарківський і доленінградський період життя і наукової діяльності Дмитра Зеленіна (1900—1915 роки). Він скрупульозно вивчав етнографію, говори і фольклор рідного В'ятського краю, неодноразово виїжджав туди в службові експедиції, підтримував найтісніші зв'язки із земляками, брав активну участь у роботі В'ятської вченої архівної комісії.
До доробку вченого, крім написаної і виданої у 1913 році магістерської дисертації, у цей період належать:
- — Новые веяния в народной поэзии, М., 1901
- — Песни деревенской молодежи, Вятка, 1903
- — Библиографический указатель русской этнографической литературы о внешнем быте народов России. 1700—1910 гг., СПб. 1913
- — Великорусские сказки Пермской губернии, Петроград, 1914
- — Великорусские сказки Вятской губернии, Петроград, 1915

У 1915 році у Петрограді друком виходять «Нариси російської міфології. Випуск І. Ті, що померли не своєю смертю і русалки». Взагалі це мала бути серія з шести випусків нарисів, але у такому вигляді її реалізувати не вдалося, натомість у 20 — 30-ті роки автор публікує цілий цикл наукових робіт з проблем магічних функцій мови і мовлення, смислових і мовленевих табу.

### Харківський і ленінградський періоди наукової діяльності (1925—1953 роки)
Книгою, яка уславила ім'я Дмитра Зеленіна, стала Russische (Ostslavische) Volkskunde., Берлін — Ляйпциг, 1927 («Східнослов'янська етнографія»), написана і видана автором за пропозицією німецького славіста Макса Фасмера у його багатотомній серії Нариси слов'янської філології й історії культури (нім. Grundriß der slavischen Philologie und Kulturgeschichte). І дотепер це видання лишається найповнішим і найавторитетнішим описом етнографії українців, росіян та білорусів. Фактично Зеленін відомий у світі саме завдяки цій роботі. Втім, саме у цій роботі вчений висловив ряд теоретичних положень зі східно-слов'янської етнографії, які лишаються контроверсійними і офіційною російською наукою не сприйняті і дотепер, перш за все — це слідом за Шахматовим гаряче обстоювана теорія двох окремих російських народностей (південної та північної), крім того, вчений ратує за абсолютну негацію фінської компоненти в етногенезі росіян, в той же час визнаючи, що фінські племена населяли значно південніші землі, ніж вважається і дотепер, і ніякого мирного підкорення їх росіянами не було. Показово, що до кінця життя автор не полишає сподівань видати свою працю, хоча б підправлену радянською цензурою, проте ані за життя автора, ані в СРСР російський переклад книги так і не вийшов — її було видано лише 1991 року і то мізерним накладом у 11 тис. примірників.
Дмитро Костянтинович досліджував не лише мови, етнографію та народну творчість росіян і східних слов'ян, а й інших слов'янських і європейських, а також народів Уралу та Сибіру.
Великі заслуги Дмитра Зеленіна у вивчені українців, дослідженню яких він зокрема присвятив останні роки свого життя. Так, він обґрунтовано і неспростовно доводив єдність української нації від населення Карпат і до Східної України, київське походження західних українців у своїх роботах 40 — 50 років XX століття:
- Про історичну спільність культури російського і українського народів. (Деякі етнографічні паралелі) (1940) // Советская этнография. Збірка статей., Л., 1940, № 3
- Воз'єднані українці (1941) // Советская этнография. Збірка статей., Л., 1941, № 5
- Про київське походження карпатських українців-гуцулів (1953) // Українська етнографія, К., 1958, стор. 16 — 31 (остання робота видана саме українською мовою).

## Цікаві факти, пов'язані з Дмитром Зеленіним
- Російськомовного оригіналу фундаментального дослідження Дмитра Зеленіна «Східнослов'янська етнографія» начебто «не збереглося» (?). Навіть для публікації російською мовою 1991 року здійснювався переклад з німецького видання 1927 року.
- Дмитро Зеленін — один з перших запроваджувачів і популяризаторів у етнографічній науці популярного зараз терміну східні слов'яни, який мав поєднати спільноту українців, росіян і білорусів у одне ціле та прийти на заміну поняттям росіяни, або рос. русские, (для позначення всіх трьох народів), який не враховував історичних реалій, та застарілих, ще царських назв народів малороси (для українців), великороси (для росіян), північно-західні росіяни та північно-західне населення (для білорусів).
- Дмитру Зеленіну належить новаторське авторство у розподілі говорів російської мови на: північні — «о»-каючі, південні — «а»-каючі та середньоросійські, яке лягло в основу сучасної російської діалектології.